# Rhinella scitula
Rhinella scitula är en groddjursart som först beskrevs av Ulisses Caramaschi och Niemeyer 2003.  Rhinella scitula ingår i släktet Rhinella och familjen paddor. IUCN kategoriserar arten globalt som otillräckligt studerad. Inga underarter finns listade i Catalogue of Life.